# Ophientrema scolopendrica
Ophientrema scolopendrica är en ormstjärneart som först beskrevs av George Richard Lyman 1883.  Ophientrema scolopendrica ingår i släktet Ophientrema och familjen knotterormstjärnor. Inga underarter finns listade i Catalogue of Life.